# Armée de la frontière
L'armée de la frontière est une armée de l'Union qui sert sur le théâtre du Trans-Mississippi au cours de la guerre de Sécession. Elle combat lors plusieurs petites missions dans l'Arkansas, le territoire indien, et le Kansas. En juin 1863, l'armée est dissoute, mais beaucoup de ses régiments sont placés dans le district de la frontière.
L'armée est créée le 12 octobre 1862, composée de forces du district du sud-ouest du Missouri. Le général John M. Schofield est le premier commandant de l'armée. Avant cela (du 1er au 12 octobre 1862) l'armée de campagne de Schofield est connue sous l'appellation de l'armée du sud-ouest du Missouri. L'armée de la frontière est composée de trois divisions, à son apogée. Elles ont été commandées respectivement par James G. Blunt, James Totten (en), et Francis J. Herron.
Les unités de l'armée (surtout le 1st division de Blunt), sont engagés dans plusieurs petits combats au début de la guerre. La bataille de Prairie Grove , en 1862, est le meilleur moment de l'armée pendant la guerre. Au cours de la campagne, le général Schofield est absent de Saint-Louis, par conséquent le général Blunt assume temporairement le commandement de l'armée tout en dirigeant personnellement la 1st division. Le colonel Daniel Huston, Jr (en) remplace temporairement Totten au commandement de la 2nd division. Les 2nd et 3rd divisions sont placés sous les ordres du général Herron.
Herron remplace Schofield en tant que commandant en mars 1863. En mai de cette année, la 2nd division de l'armée sous les ordres de William Vandever (en) combat lors de la bataille de Chalk Bluff contre un raid confédéré raid dirigé par John S. Marmaduke. L'armée est dissoute le 5 juin 1863, les restes forment la « division de Herron » et sont envoyés en renfort pour le siège de Vicksburg.

## Les commandants
- Général John M. Schofield (12 octobre 1862 - 20 novembre 1862)
- Général James Gillpatrick Blunt (20 novembre 1862 - 29 décembre 1862)
- Général John M. Schofield (29 décembre 1862 - 30 mars 1863)
- Général Francis J. Herron (30 mars 1863 - 5 juin 1863)

## Grandes Batailles
- La bataille du vieux Fort Wayne (Schofield) la 1st division de Blunt est la seule à y participer
- Bataille de Prairie Grove (Blunt, au commandement)
- Bataille de Chalk Bluff (Herron) la 2nd division de Vandever (en) est la seule à y participer
- Siège de Vicksburg (Herron) en tant que  « division de Herron, XIII corps »

## District de la frontière
Le 6 juin 1863, les unités restantes en Arkansas et dans le territoire indien, appartenant antérieurement à l'armée de la frontière, sont organisées dans le district de la frontière, avec le général Blunt à son commandement. Le district fait partie du département du Missouri et est composé du territoire indien, de l'Arkansas occidental, du sud-ouest du Missouri et du Kansas méridional.
Avec les troupes de ce district, Blunt combat et remporte la victoire à la bataille de Honey Springs en 1863, mais subit une défaite à Baxter Springs plus tard dans l'année. Blunt est relevé de son commandement en janvier 1864. Au même moment, le district de la frontière est scindé. Le territoire indien et fort Smith, Arkansas sont désignés comme le district de la frontière dans le département du Kansas et placés sous le commandement du colonel William R. Judson. Les régions dans l'Arkansas sont désignées comme le district de la frontière dans le département de l'Arkansas et placées sous le commandement du général John Milton Thayer. Les troupes de Thayer sont rattachées au VII corps pendant l'expédition de Camden en tant que « division de la frontière ».
Le 23 février 1864, Blunt remplace Judson au commandement du district de la frontière, du département du Kansas. Blunt commande jusqu'au 17 avril 1864 lorsque son district est dissout. Fort Smith est transféré dans le district de Thayer et le reste du territoire indien est réparti parmi les autres districts. Le district de la frontière de Thayer continue jusqu'au 1er février 1865, date à laquelle il est aussi dissout.

### Commandants
- Général James G. Blunt (9 juin 1863 - 6 janvier 1864) au sein du département du Missouri
- Colonel William R. Judson (6 janvier 1864 - 23 février 1864) au sein du département. du Kansas
- général James G. Blunt (23 février 1864 - 17 avril 1864) au sein du département du Kansas
- Général John Thayer (6 janvier 1864 - février 1865) au sein du département de l'Arkansas

### Grandes Batailles
- Bataille de Honey Springs (district de Blunt)
- Expédition de Camden (district de Thayer)

## Sources
http://www.civilwarhome.com/armyoffrontier.htm
http://www.civilwarchronicles.com/commanders.htm